# Kamiranzovu (vattendrag i Burundi, Cankuzo)
Kamiranzovu är ett vattendrag i Burundi.   Det ligger i provinsen Cankuzo, i den centrala delen av landet, 120 kilometer öster om huvudstaden Bujumbura.
I omgivningarna runt Kamiranzovu växer huvudsakligen savannskog. Runt Kamiranzovu är det ganska tätbefolkat, med 108 invånare per kvadratkilometer.